# 阿貝爾多項式
數學上的阿貝爾多項式(Abel polynomial)是一個多項式序列，其第n項的形式為
{\displaystyle p_{n}(x)=x(x-an)^{n-1}.}
該序列以挪威數學家阿貝爾（1802-1829）的名字來命名。
這個多項式為二項型。

## 例子
當{\displaystyle a=1}時，此多項式為（OEIS數列A137452）
{\displaystyle p_{0}(x)=1;}
{\displaystyle p_{1}(x)=x;}
{\displaystyle p_{2}(x)=-2x+x^{2};}
{\displaystyle p_{3}(x)=9x-6x^{2}+x^{3};}
{\displaystyle p_{4}(x)=-64x+48x^{2}-12x^{3}+x^{4};}
當{\displaystyle a=1} ，此多項式為
{\displaystyle p_{0}(x)=1;}
{\displaystyle p_{1}(x)=x;}
{\displaystyle p_{2}(x)=-4x+x^{2};}
{\displaystyle p_{3}(x)=36x-12x^{2}+x^{3};}
{\displaystyle p_{4}(x)=-512x+192x^{2}-24x^{3}+x^{4};}
{\displaystyle p_{5}(x)=10000x-4000x^{2}+600x^{3}-40x^{4}+x^{5};}
{\displaystyle p_{6}(x)=-248832x+103680x^{2}-17280x^{3}+1440x^{4}-60x^{5}+x^{6};}